# Escrick
Escrick – wieś w Anglii, w hrabstwie North Yorkshire, w dystrykcie (unitary authority) North Yorkshire. Leży 10 km na południe od miasta York i 271 km na północ od Londynu. W 2001 miejscowość liczyła 1241 mieszkańców.